# 南赵楼乡
南赵楼镇是中国山东省菏泽市郓城县下辖的一个镇。

## 行政区划
南赵楼镇下辖南赵楼村、褚庄村、李翟庄村、商营村、郭楼村、邵垓村、南康庄村、金庄村、四里庄村、樊庄村、康垓村、白王庄村、白集村、郭潭村、盐厂村、张河湾村、玉皇庙村、王大村、郑营村、袁庄村、王垓村、章窑村、甄庄村、魏庄村、富李集村、户东南村、户东北村、户西南村、户西北村、沈庄村、连王村、东刘三村、东姚村、西姚村。